# Kevin Mahogany
Pour les articles homonymes, voir Mahogany.
Kevin Bryant Mahogany, né le 30 juillet 1958 à Kansas City (Missouri, États-Unis) et mort le 17 décembre 2017 dans la même ville, est un chanteur américain de jazz, devenu célèbre dans les années 1990. Il est particulièrement connu pour sa manière de pratiquer le scat et son style a été comparé aux chanteurs de jazz Billy Eckstine, Joe Williams et Johnny Hartman.

## Biographie
Mahogany commence à étudier le piano dès son enfance et se met plus tard à la clarinette et au saxophone baryton, se produisant avec des groupes de jazz et enseignant la musique alors qu'il est encore au lycée.
« Quand j'étais enfant, la musique était tout aussi importante que l'anglais et les mathématiques dans notre foyer » dit-il. « En fait, les leçons de piano faisaient partie des cours de l'école primaire pour toute la famille».
Mahogany fréquente ensuite la Baker University, où il se produit avec des ensembles instrumentaux et vocaux et forme un groupe de jazz vocal. En 1981, il obtient son BFA en musique et en théâtre anglais. Après avoir obtenu son diplôme, Mahogany retourne à Kansas City où, dans les années 1980, il attire un public local en se produisant avec ses groupes, The Apollos et Mahogany.
En 1995, il apparaît pour la première fois sur un CD de Frank Mantooth. Son premier album en tant qu'artiste solo est Double Rainbow, sorti en 1993. Il est suivi en 1996 par Kevin Mahogany, qui suscite une attention positive dans les médias, incitant Newsweek à l'appeler « le chanteur de jazz le plus remarquable de sa génération ».
Selon lui, ses influences ont tout particulièrement été Lambert, Hendricks & Ross, Al Jarreau et Eddie Jefferson. En tant que professeur de jazz, il a enseigné au Berklee College of Music à Boston et à l'Université de Miami.
Mahogany apparaît ėgalement dans le film de Robert Altman Kansas City (1996), jouant un personnage inspiré du chanteur de cette même ville, Big Joe Turner.

## Décès
Mahogany est décédé le 17 décembre 2017, à l'âge de 59 ans, des suites d'un diabète,,.

## Discographie

### Leader
Avec Enja Records:
- Double Rainbow (1993)
- Songs and Moments (1994)
- You Got What It Takes (1995)
- Pussy Cat Dues (2000)

Avec Warner Bros.:
- Kevin Mahogany (1996)
- Another Time Another Place (1997)
- My Romance (1998)
- Portrait of Kevin Mahogany (2000)

Avec Telarc:
- Pride and Joy (2002)

Avec Jazz Empress
- Warming Up Kansas City (2003)

Sous son propre label, Mahogany Music:
- Big Band (2004)
- To Johnny Hartman (2004)

### Sideman
Avec Enja:
- Elvin Jones, It Don't Mean a Thing (1993)

Avec Telarc:
- Roseanna Vitro, Passion Dance (1996)
- Ray Brown, Some of My Best Friends Are...Singers (1998)
- Monty Alexander, My America (2002)

Avec divers labels:
- T. S. Monk, Monk on Monk (N2K Encoded, 1991)
- Frank Mantooth, Sophisticated Lady (Sea Breeze, 1995)
- Marlena Shaw, Dangerous (Concord Jazz, 1996)
- Cheryl Bentyne, Moonlight Serenade (King, 2003)
- Tony Lakatos, The Coltrane Hartman Fantasy Vol. 1 (Skip, 2010)